# Jean Webster
Jean Webster, pseudonym för Alice Jane Chandler Webster, född 24 juli 1876 i Fredonia, New York, död 11 juni 1916 i New York, var en amerikansk författare och journalist. 

## Biografi
Webster var en ivrig förespråkare för kvinnlig rösträtt. Hon var även socialt intresserad, exempelvis av hur de statliga barnhemmen fungerade och hur deras ofta omfattande brister kunde rättas till. Dessa intresseområden framkommer även i hennes romaner.
Webster föddes i Fredonia i delstaten New York som dotter till Mark Twains förläggare Charles Webster och hans hustru Annie, född Moffatt, som var Twains systerdotter. Hon studerade vid Vassar College 1897–1901 med engelska som huvudämne. Efter examen flyttade hon till New York och arbetade som frilansskribent. Hon reste mycket tillsammans med sin nära vän Ethelyn McKinney. Hon förälskade sig i vännens bror Glenn Ford McKinney; efter många år kunde han skiljas från sin första fru, och de två gifte sig 1915. Webster avled i barnsäng året därpå.